# Paramelomys
Paramelomys ist eine Nagetiergattung aus der Gruppe der Altweltmäuse (Murinae). Die Gattung umfasst neun Arten. Bis 1996 wurden diese noch mit den Arten der Gattung Melomys zusammengefasst.

## Merkmale
Diese Nagetiere sind eher kleine, mäuseähnliche Tiere. Sie erreichen eine Kopfrumpflänge von 9 bis 18 Zentimetern. Ihr Fell ist an der Oberseite meist bräunlich gefärbt, die Unterseite ist weißlich bis hellbraun. Von Melomys unterscheiden sie sich durch den längeren, flacheren Schädel.

## Vorkommen
Die Tiere sind auf Neuguinea beheimatet, ihr Lebensraum sind Wälder bis in 3000 Meter Seehöhe. Sie halten sich häufig am Boden auf und leben in Erdbauen, können aber gut klettern. Ihre Nahrung besteht vorwiegend aus Früchten, Beeren und Pflanzen.

## Arten
Aufgrund einer Multivariatenanalyse morphologischer Merkmale konnte 1996 die Gattung Melomys in mehrere Gattungen, die zuvor teilweise als Untergattungen definiert waren, zerlegt werden. Die neun Arten, die auf Neuguinea beheimatet sind, bilden nun die Gattung Paramelomys: 
- Gressitt-Mosaikschwanzratte (Paramelomys gressitti) bewohnt ein kleines Gebiet im Osten Neuguineas.
- Papua-Tiefland-Mosaikschwanzratte (Paramelomys levipes) ist in Tiefländern im südöstlichen Neuguinea beheimatet.
- Lorentz-Mosaikschwanzratte (Paramelomys lorentzii) kommt im Süden Neuguineas vor.
- Thomas-Mosaikschwanzratte (Paramelomys mollis) lebt im zentralneuguineanischen Bergland.
- Monckton-Mosaikschwanzratte (Paramelomys moncktoni) bewohnt Tiefländer im Osten Neuguineas.
- Langnasen-Mosaikschwanzratte (Paramelomys naso) ist in den Tiefländer im südwestlichen Neuguinea verbreitet.
- Gemeine Tiefland-Mosaikschwanzratte (Paramelomys platyops) kommt in nahezu ganz Neuguinea vor.
- Berg-Mosaikschwanzratte (Paramelomys rubex) bewohnt die Gebirgsregion im mittleren Neuguinea.
- Stein-Mosaikschwanzratte (Paramelomys steini) ist nur von einem kleinen Gebiet in Westneuguinea bekannt.

Systematisch wird die Gattung innerhalb der Altweltmäuse in die Uromys-Gruppe eingeordnet.

## Gefährdung
Die IUCN listet P. gressitti als „stark gefährdet“ (endangered), für P. levipes und P. steini fehlen genaue Daten, die übrigen sechs Arten sind häufig und nicht gefährdet.